# Roger de Piles

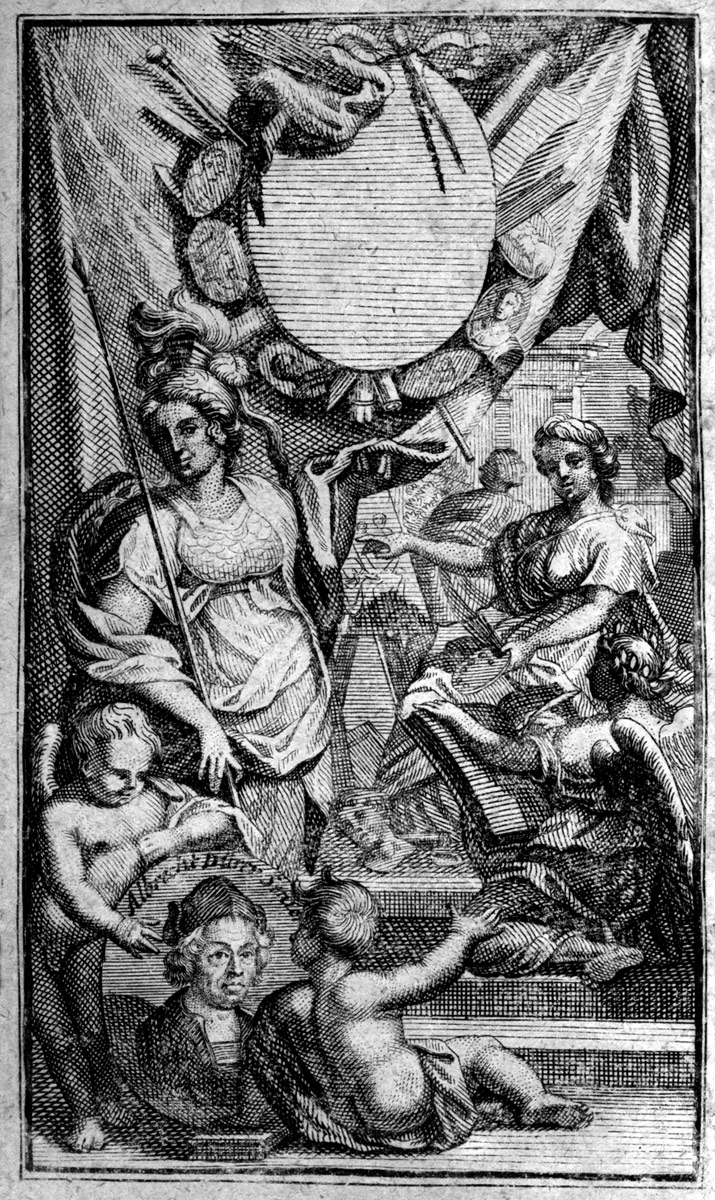
Omslag till Roger de Piles Historie und Leben der berühmtesten europäischen Mahler, utgiven i Hamburg 1710.

Roger de Piles, född 7 oktober 1635 i Clamecy, död 5 april 1709 i Paris, var en fransk målare, grafiker och konstkritiker.
Han utbildade sig i filosofi och teologi, och ägnade sitt liv åt målarkonsten. Han blev 1662 lärare för Michel Amelot de Gournay, vilken han sedan följde genom livet som sekreterare vid dennes olika uppdrag som fransk ambassadör i Venedig, Portugal och Spanien.
I Venedig 1882–1885 påbörjade han en senare berömd samling av tryck, teckningar och målningar av Giorgione, Correggio, Rembrandt, Claude Lorrain, Peter Paul Rubens, Antoine Coypel och Jean-Baptiste Forest.
Han skaffade sig också där en smak för politisk intrig genom att utnyttja sina resor, som utåt var företagna för att titta på europeiska samlingar som köpare för Ludvig XIV, som en täckmantel för hemliga uppdrag, till exempel i Tyskland och Österrike 1685 på uppdrag av Ludvig XIV:s minister François Michel Le Tellier de Louvois. Som spion arresterades han 1692 i Haag med ett falskt pass på sig under Pfalziska tronföljdskriget, vilket ledde till fem år i fängelse. Under fängelsetiden skrev han L'Abrégé de la vie des peintres ...avec un traité du peintre parfait, vilken publicerades 1699 efter det att han utsetts till hedersrådgivare på franska Académie Royale de Peinture et de Sculpture.
År 1705 medföljde han Amelot de Gournay till Spanien, men han tvingades att återvända till Paris av sjukdom, och han dog där 1709.

## Konstkritik
Roger de Piles verk Dialogue sur le coloris var ett viktigt bidrag till estetisk teori. I den försvarade han Rubens i en kritikerdebatt som påbörjats 1671 av Philippe de Champaigne och som från början gällt Titians skicklighet i teckning och färger. Denna debatt var ett tidigt exempel på tvistemål om det klassiska i motsättning mot det moderna i bildkonst. Under diskussionens gång introducerade Roger de Piles begreppet klärobskyr (chiaroscuro) för att betona färgens effekt i att accentuera kontrasten mellan ljus och mörker i en målning.